# Station Laillé
Station Laillé is een spoorweghalte in de Franse gemeente Guichen. Zij wordt bediend door treinen van het netwerk TER Bretagne op het traject Rennes - Messac-Guipry.